# Petronas Camatero
Petronas Camatero (em grego: Πετρωνᾶς Καματηρός; fl. década de 830) foi oficial bizantino sob o imperador Teófilo (r. 829–842). 

## Vida

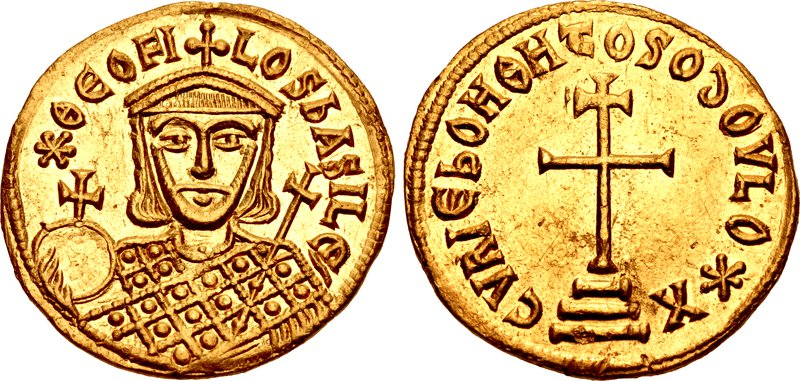
Soldo do imperador Teófilo r.

Petronas é o primeiro membro atestado da família Camatero. Em ca. 833 ou, segundo datação mais recente, 839, manteve o posto de espatarocandidato e foi enviado por Teófilo para supervisionar a construção de Sarquel, uma cidade fortificada que serviria como capital dos cazares, que eram aliados do Império Bizantino. Em seu retorno, relatadamente aconselhou o imperador a prestar mais atenção na Crimeia e suas cidades, onde o controle bizantino estava vacilante. Em resposta, Teófilo elevou-o a protoespatário e nomeou-o estratego de Quersoneso, assim fundando o tema homônimo. Talvez também reteve o posto de logóteta geral, com base num selo encontrado no Quersoneso.